# Leucania salebrosa
Leucania salebrosa là một loài bướm đêm trong họ Noctuidae.